# Kapelle Michelskirch

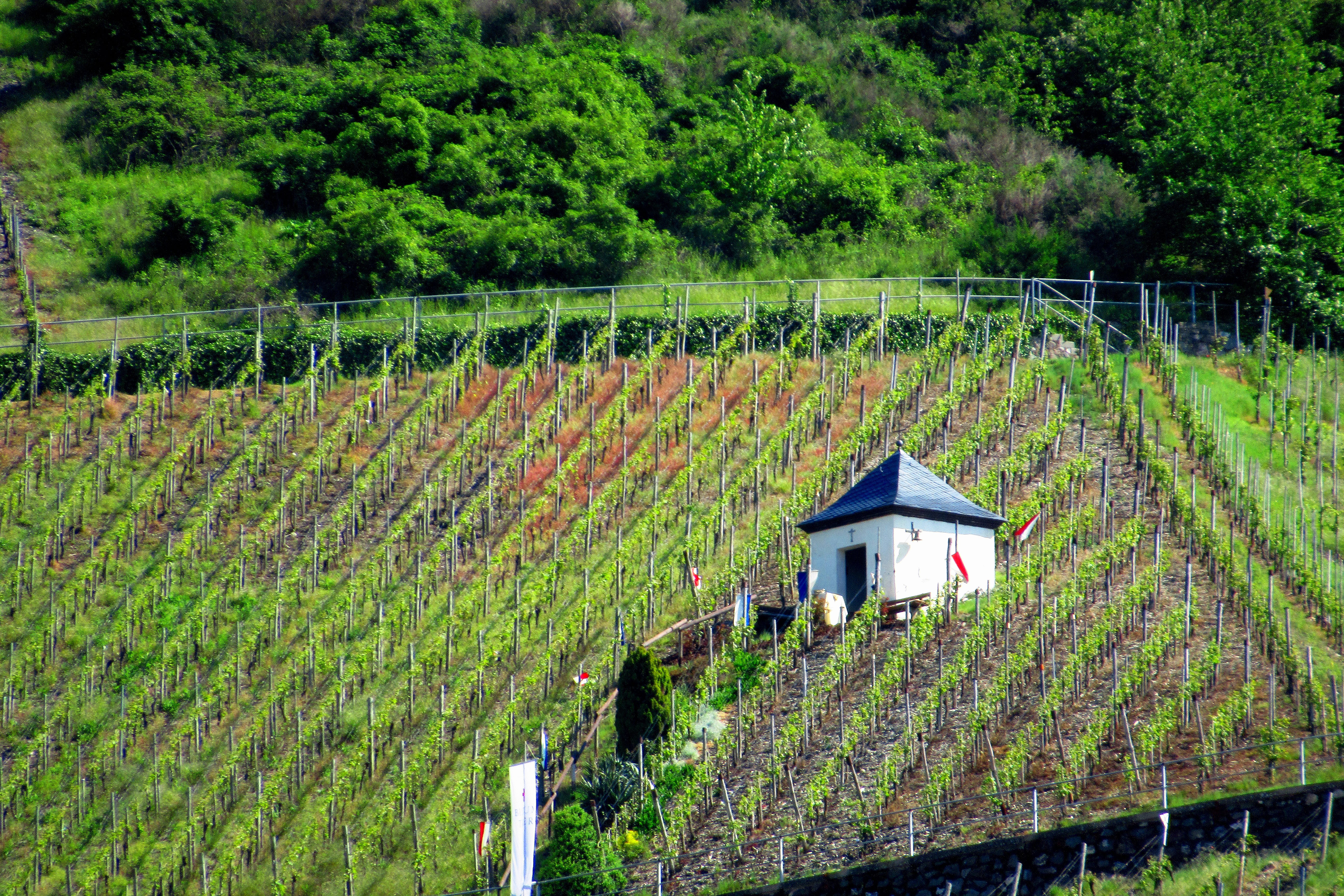
Die Kapelle Michelskirch in den Weinbergen mit Fahnenschmuck.

Die so genannte Kapelle Michelskirch ist eine Kapelle in Piesport, Rheinland-Pfalz. Sie steht in einer langen, heute noch lebendigen Tradition als lokale religiöse Kultstätte, an der mutmaßlich schon dem germanischen Wodan und später, nach 50 v. Chr., dem Mercurius Bigentius als dessen römischen Nachfolger gehuldigt wurde, bevor letzterer etwa ab dem 5. Jahrhundert n. Chr. durch den Heiligen Michael verdrängt wurde. Im Mittelalter wurde die Stätte mit einer Kirche überbaut, die die örtliche Pfarrkirche war. Bis zum 16. Jahrhundert verlor das Kirchengebäude seine Organisationsfunktion zunehmend an eine praktischer gelegene Kapelle am Moselufer, bis es im 18. Jahrhundert zu einer Ruine verfiel und das Patrozinium an einen Neubau übertragen wurde, der im Ortskern entstand. In den 1990er Jahren wurden die Ruinen der Kirche zusammen mit den Resten des zugehörigen Friedhofs eingeebnet und das inzwischen dort entstandene Kapellenhäuschen saniert und wieder eingeweiht. Seit 2012 nutzt die Kirchengemeinde die Stätte wieder zu besonderen Gelegenheiten für Gottesdienste.

## Beschreibung
Die Kapelle ist ein kleiner, schlichter Putzbau von quadratischem Grundriss, ohne Fenster, mit einem schiefergedeckten Zeltdach. Vom offenen Eingang im Westen geht der Blick in Richtung auf das Dorf Piesport. Im Inneren, an der Rückwand im Osten steht eine Statue des Hl. Wendelinus als Hirte in einer Muschelnische aus rotem Sandstein über einem kleinen steinernen Altar. An beiden Seitenwänden befinden sich gemauerte Sitzbänke.
Das Kapellenhäuschen befindet sich weithin sichtbar in einer exponierten Lage oberhalb des Felsvorsprungs der sogenannten Ginsterslei, inmitten der Weinberge, auf halber Höhe im Steilhang östlich des Dorfs Piesport, rund 100 Höhenmeter über der Mosel.

## Geschichte
Der Standort der Kapelle hat eine sehr lange Tradition als religiöse Kultstätte. Es gibt Grund zur Annahme, dass dort auf dem Berg schon vor mehr als 2000 Jahren, zu keltischen Zeiten dem Wodan gehuldigt wurde. Unter der nachfolgenden römischen Herrschaft, die in dieser Region um 50 v. Chr. begann, erfolgte eine Transformation der religiösen Vorstellungen. Wodan wurde „romanisiert“ indem der Mercurius an seinen Platz gestellt und seinem Namen die Ortsbezeichnung Bigentius zugefügt wurde. Bigentius ist vermutlich ein Toponym gallischen Ursprungs und bezeichnete das heutige Piesport. Die Existenz dieses Piesporter Lokalgottes ergab sich aus der Weihinschrift eines kleinen Altars der 1906 im Nachbarort Neumagen bei der Anlage eines neuen Weinbergs zutage kam und die einen Mercurio Bigentio erwähnte. Weil Piesport noch im 8. Jahrhundert als Porto Pingontio, bezeichnet wurde, was als Pingontius-, bzw. Bigentius-Furt übersetzt wird, wurde geschlossen, dass es während der Römerzeit auf dem Berg über dem Dorf einen Tempel des Mercurius Bigentius gegeben haben muss.
Mit der Etablierung des Christentums wurde die Kultstätte dieses Piesporter Merkurs zu einer christlichen Gebetsstätte umgewidmet. Es ist zwar nicht bekannt, wann das geschah, aber von der nahen, weiter oberhalb gelegenen römischen Höhensiedlung auf der Burglay in der Gemarkung Minheim ist durch den Fund eines mit christlichen Symbolen verzierten Gewichtes belegt, dass zumindest deren Bewohner schon bis spätestens zur Mitte des 5. Jahrhunderts n. Chr. christliche Glaubensvorstellungen teilten. Für den Nachbarort Neumagen wurde dann zur Mitte des 6. Jahrhunderts erstmals eine Kirche erwähnt, sodass davon ausgegangen werden kann, dass auch Piesport bis dahin definitiv christianisiert war.
Erste urkundliche Erwähnungen der Pfarrei und der Kirche von Piesport finden erst spät, im Laufe des 13. Jahrhunderts statt. Das Patronatsrecht über den Ort gehörte ursprünglich der Abtei Mettlach, deren Abt und Konvent dieses Recht 1219 dem Domdechanten von Trier zugunsten des Refectoriums schenkte. Bald danach wird auch schon des Patrons der Pfarrkirche, des Heiligen Erzengels Michael, dem Heiligen der Höhen, gedacht. 1278 war der erste namentlich bekannte Pfarrer Frederich Pleban. 1295 verzichteten Henrich und Godefrid, Söhne des Raugrafen Henrich, auf die Güter, welche die Edelfrau Aleyde und ihr Sohn in Piesport bei St. Michael und Ferres von ihnen zu Lehen hatten. Mit letzterem wurde zum ersten Mal die Kirche am Ort urkundlich erwähnt. In der Pfarrorganisation des Landkapitels Piesport trug die Kirche, laut einem Visitationsbericht aus der Zeit um 1350, den Titel einer Mutterkirche (matrix ecclesia).
Diese mittelalterliche Bergkirche verlor mit der Zeit ihren Rang gegenüber einer bequemer zu erreichenden im Ort gelegenen Kirche der 12 Apostel (heute: Sebastianuskapelle), die bis spätestens 1569 zur Hauptkirche wurde. Damals notierte der bischöfliche Visitator für Piesport: Patronus s. Michael, in inferiori ecclesia 12 apostoli, also „der Schutzpatron Heiliger Michael, in der unteren Kirche der 12 Apostel“, und zählte dort als Ausstattung 3 Altäre, 4 Kelche, 1 Ziborium, 1 Monstranz Dennoch wurde noch 1609 in der alten Kirche im Berghang die Taufe gespendet und bei der Visitation von 1669 wurde festgestellt, dass der Pfarrer wenigstens von Ostern bis Pfingsten und an den höchsten Festen zum Gottesdienst in der Bergkirche verpflichtet war. Nach weiteren 100 Jahren war die Pfarrkirche allerdings so baufällig, dass sie geschlossen werden musste und 1775 fand der bischöfliche Visitator sogar die Altäre zerstört vor. Daraufhin wurde von März 1776 bis Mitte 1778 ein Neubau im Ort errichtet und das Patronat auf diese Kirche übertragen, die heute noch in Piesport steht.

Noch um 1985, als in Piesport mit einer Flurbereinigung begonnen wurde, lag die Kapelle unmittelbar an einem Weinbergsweg. Bei der Neuaufteilung der Grundstücke fiel dieser Weg weg und die Kapelle steht seitdem inmitten einer Weinbergsfläche zu deren Grundeigentümer die Gemeinde wurde. Die unmittelbare Umgebung dieser uralten Kultstätte wurde so stark umgestaltet, dass der Rest der Kirche, die heutige Kapelle, mitten in den Weinbergen zu liegen kam und nichts mehr vom alten Friedhof zu erkennen blieb, der das Gebäude früher umgab. 1995 pachtete ein engagierter Piesporter Winzer den Weinberg mit der Kapelle und begann unterstützt durch Mitbürger das kleine Gebäude zu sanieren. Die Ortsgemeinde legte, für den steilen Aufstieg vom darunter vorbeiführenden Weg eine 60-stufige Treppe an. Im August 1996 folgte eine feierliche Einweihung im Rahmen eines Kapellenfestes. 2012 wurde zum ersten Mal nach rund 300 Jahren wieder eine Messe an diesem Ort gelesen.